# Gigantione rhombos
Gigantione rhombos is een pissebed uit de familie Bopyridae. De wetenschappelijke naam van de soort is voor het eerst geldig gepubliceerd in 2009 door An, Yu & John C. Markham.